# Bundesstraße 242
De Bundesstraße 242 (ook wel B242) is een weg in de Duitse deelstaten Nedersaksen en Saksen-Anhalt.
De B242 begint bij Seesen en loopt via de steden Clausthal-Zellerfeld, Braunlage en Harzgerode, om te eindigen in Klostermansfeld. De B242 is ongeveer 124 kilometer lang.

## Routebeschrijving
De B242 begint in Seesen op een kruising met de B248. De weg loopt in zuidelijke richting de stad uit en komt door Herrhausen en Münchehof waarna de weg in de afrit Münchehof  waar de B242 aansluit op de B243. Tussen de afrit Münchehof en de afrit Bad Grund lopen de B242 en B243 samen in zuidelijke richtig. Vanaf de afrit Bad Grund loopt de B242  in oostelijke richting de Harz in en komt door het kuuroord Bad Grund en de stad Clausthal-Zellerfeld, waar tot in het zuiden van de stad een samenloop is met de B241. Ten noorden van Dammhaus sluit de B498 aan die na een samenloop in zuidelijke richting weer naar het oosten afsplitst. Dan bereikt de weg het stadje Sonnenberg waar de B4 aansluit. De B4/B242 vormen de rondweg van de stad Braunlage, bij afrit Braunlage-Mitte kruisen ze de B27 waarna de B4 bij afrit Braunlage-Süd naar het zuiden afbuigt.
De B242 loopt in oostelijke richting door Sorge, Tanne, Trautenstein en Hasselfelde waar men een samenloop kent met de B81. Daarna komt de B242 nog door Stiege, Güntersberge, Siptenfelde, Alexisbad waar men de B185 kruist, Harzgerode, Königerode, Saurasen en Mansfeld-Leimbach waar een samenloop kent met de B86 waarna ze samen bij Klostermansfeld op een kruising met de B180 eindigen.

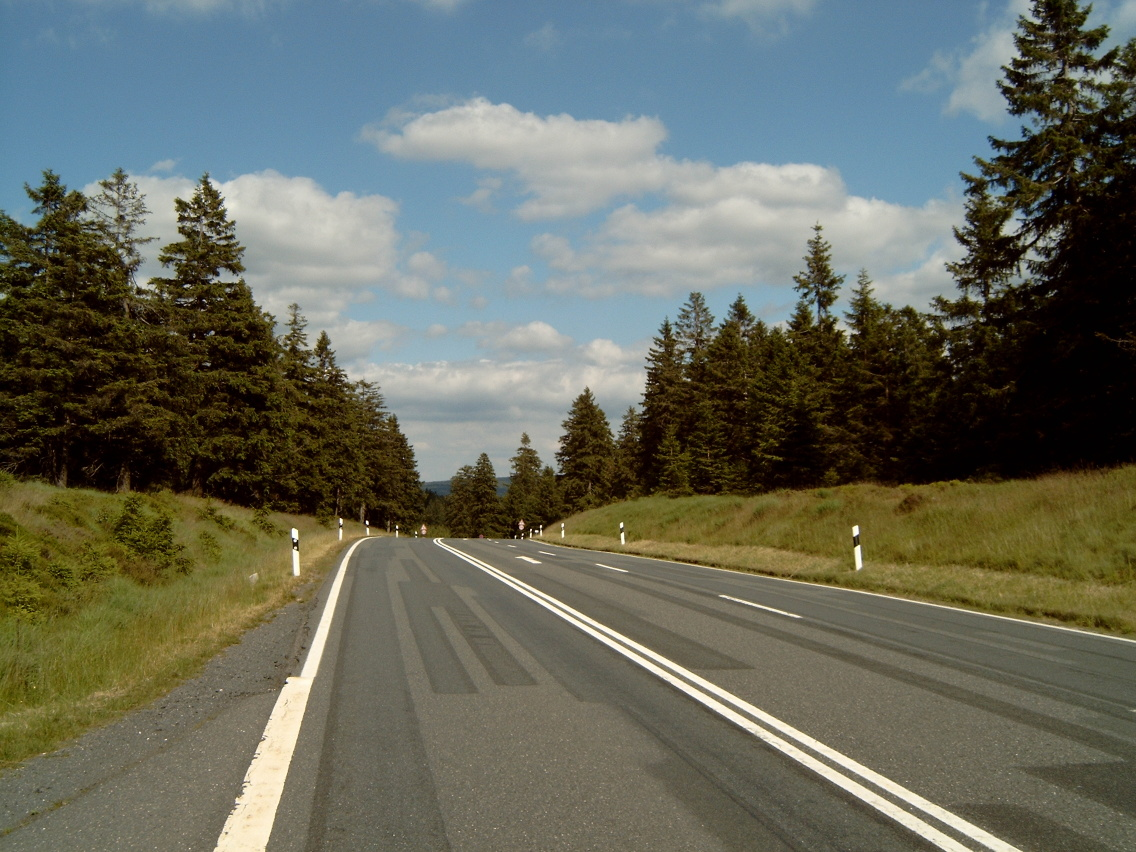
De B242 ter hoogte van zijn hoogste punt (828 m) tussen Dammhaus en Sonnenberg

.
B1 · B3 · B7 · B8 · B9 · B10 · B26 · B27 · B35 · B37 · B38 · B39 · B40 · B41 · B42 · B43 · B43a · B44 · B45 · B47 · B48 · B49 · B50 · B51 · B52 · B53 · B54 · B55 · B55a · B56 · B56n · B57 · B58 · B59 · B61 · B62 · B63 · B64 · B65 · B66 · B66n · B67 · B68 · B70 · B80 · B83 · B84 · B219 · B220 · B221 · B223 · B224 · B225 · B226 · B227 · B228 · B229 · B230 · B231 · B233 · B234 · B235 · B236 · B237 · B238 · B239 · B241 · B249 · B250 · B251 · B252 · B253 · B254 · B255 · B256 · B257 · B258 · B259 · B260 · B261 · B262 · B263 · B264 · B265 · B266 · B267 · B268 · B269 · B270 · B271 · B272 · B274 · B275 · B277a · B278 · B279 · B284 · B288 · B323 · B324 · B326 · B327 · B399 · B400 · B403 · B405 · B406 · B407 · B409 · B410 · B411 · B412 · B413 · B414 · B416 · B417 · B418 · B419 · B420 · B421 · B422 · B423 · B424 · B426 · B427 · B428 · B429 · B448 · B449 · B450 · B451 · B452 · B453 · B454 · B455 · B456 · B457 · B458 · B459 · B460 · B469 · B473 · B474 · B475 · B476 · B477 · B478 · B479 · B480 · B481 · B482 · B483 · B484 · B485 · B486 · B487 · B488 · B489 · B499 · B504 · B506 · B507 · B508 · B509 · B510 · B511 · B513 · B514 · B515 · B516 · B517 · B519 · B520 · B521 · B525 · B528 · B611
B1 · B2 · B4 · B6 · B6n · B7 · B19 · B27 · B62 · B71 · B71n · B79 · B80 · B81 · B84 · B85 · B86 · B87 · B88 · B89 · B90 · B91 · B92 · B93 · B94 · B95 · B96 · B97 · B98 · B99 · B100 · B101 · B107 · B115 · B156 · B169 · B170 · B171 · B172 · B172a · B172b · B173 · B174 · B175 · B176 · B178 · B180 · B181 · B182 · B183 · B183a · B184 · B185 · B186 · B187 · B187a · B188 · B189 · B190 · B190n · B242 · B243 · B244 · B245 · B245a · B246 · B246a · B247 · B248 · B248a · B249 · B250 · B278 · B280 · B281 · B282 · B283 · B285